# Чуриков, Вячеслав Дмитриевич
Вячеслав Дмитриевич Чуриков (9 января 1970, Воронеж, СССР — 2014, Воронеж, Россия) — советский и российский футболист, играл на позиции полузащитника.

## Карьера
Воспитанник воронежских ДЮСШ-14 «Кристалл» и СДЮСШОР ВДФСО профсоюзов. В 1990 году выступал за любительский клуб «Электроника» из Воронежа. В 1991 году перешёл в «Горняк» Хромтау. После распада СССР остался в «Горняке» и провёл 29 матчей в чемпионате Казахстана. В 1993 году вернулся в Воронеж и выступал за «Факел». 12 апреля 1997 года в домашнем матче 5-го тура против московского «Локомотива», выйдя на поле на 83-й минуте на замену Геннадию Сёмину, дебютировал в высшей лиге. В 1999 году перешёл в «Локомотив» Лиски. В начале 2000 года перешёл в липецкий «Металлург». Однако вскоре вернулся в Лиски, где и завершил профессиональную карьеру после окончания сезона 2000 года. Умер в 2014 году.